# Плешиво
Плешиво (словен. Plešivo) — поселення в общині Брда, Регіон Горишка, Словенія. Висота над рівнем моря: 123,5 м.